# Martijn Berden
Martijn Berden (L'Aia, 29 luglio 1997) è un calciatore olandese, attaccante svincolato.

## Caratteristiche tecniche
È un'ala destra.

## Carriera

### Club
Prodotto dei settori giovanili di Vitesse e PSV, fa il suo esordio fra i professionisti il 18 settembre 2016 con lo Jong PSV in occasione dell'incontro di Eerste Divisie perso 3-0 contro lo Sparta Rotterdam.
Tornato allo Jong Vitesse nel 2016, vi rimane un triennio prima di passare al Go Ahead Eagles.

### Nazionale
Ha giocato nelle nazionali giovanili olandesi Under-15, Under-16, Under-18 ed Under-19.

## Statistiche
Statistiche aggiornate al 6 settembre 2021.

### Presenze e reti nei club
| Stagione        | Squadra         | Campionato      | Campionato | Campionato | Coppe nazionali | Coppe nazionali | Coppe nazionali | Coppe continentali | Coppe continentali | Coppe continentali | Altre coppe | Altre coppe | Altre coppe | Totale | Totale |
| Stagione        | Squadra         | Comp            | Pres       | Reti       | Comp            | Pres            | Reti            | Comp               | Pres               | Reti               | Comp        | Pres        | Reti        | Pres   | Reti   |
| --------------- | --------------- | --------------- | ---------- | ---------- | --------------- | --------------- | --------------- | ------------------ | ------------------ | ------------------ | ----------- | ----------- | ----------- | ------ | ------ |
| 2015-2016       | Jong PSV        | 1D              | 1          | 0          |                 | -               | -               |                    | -                  | -                  |             | -           | -           | 1      | 0      |
| 2016-2017       | Jong Vitesse    | 2D              | 1          | 0          |                 | -               | -               |                    | -                  | -                  |             | -           | -           | 1      | 0      |
| 2017-2018       | Jong Vitesse    | 2D              | 9          | 4          |                 | -               | -               |                    | -                  | -                  |             | -           | -           | 9      | 4      |
| 2018-2019       | Jong Vitesse    | 2D              | 29         | 3          |                 | -               | -               |                    | -                  | -                  |             | -           | -           | 29     | 3      |
| 2019-2020       | Go Ahead Eagles | 1D              | 28         | 4          | CO              | 4               | 1               |                    | -                  | -                  |             | -           | -           | 32     | 5      |
| 2020-2021       | Go Ahead Eagles | 1D              | 11         | 2          | CO              | 0               | 0               |                    | -                  | -                  |             | -           | -           | 11     | 2      |
| 2021-2022       | Go Ahead Eagles | ED              | 4          | 0          | CO              | 0               | 0               |                    | -                  | -                  |             | -           | -           | 4      | 0      |
| Totale carriera | Totale carriera | Totale carriera | 93         | 13         |                 | 4               | 1               |                    | -                  | -                  |             | -           | -           | 97     | 14     |